# Метју Рајан
Метју Дејвид Рајан (енгл. Mathew David Ryan; 8. април 1992) аустралијски је фудбалер који игра на позицији голмана. Тренутно наступа за Реал Сосиједад и репрезентацију Аустралије.

## Клупска каријера
Дана 28. августа 2010. године је дебитовао у А-лиги у дресу Сентрал коуст маринерса. Након проведене три сезоне, у којима је забележио по више од 20 наступа, прешао је у Клуб Бриж. У Брижу је био стандардни голман, а друге сезоне у клубу је освојио Куп Белгије.
Дана 21. јула 2017. године је потписао уговор са Валенсијом на шест година. У шпанској лиги је дебитовао против Рајо Ваљекана. Након повреде Дијега Алвеса и места у стартној постави и сам Рајан се повредио па је морао да иде на операцију менискуса због чега је изгубио место у тиму. Због тога је био позајмљен Генку, позајмица је трајала шест месеци, а Рајан је залебелио укупно 24 наступа за белгијски клуб.
Након повратка са позајмице Рајан је потписао уговор са Брајтоном у трајању од пет година. Током времена постао је стандардни првотимац екипе, а разлог томе су били Рајанова сигурност на голу и спектакуларне одбране. Крајем 2020. године тренер Грејам Потер је рекао Рајану да је изгубио место у тиму и да може да почне да тражи нови тим. Због тога је Рајан отишао на позајмицу Арсеналу до краја сезоне 2020/21.

## Репрезентативна каријера
За сениорску репрезентацију Аустралије дебитовао је 2012. године у ремију од 1:1 против Северне Кореје. Након што је Марк Шварцер завршио каријеру Рајан је постао први голман репрезентације. Наступао је на Светским првенствима 2014. и 2018. године.